# Изабелла Португальская (королева Кастилии)
Изабелла Португальская (1428 — 15 августа 1496) — королева Кастилии и Леона. Вторая супруга Хуана II Кастильского, мать Изабеллы I (королевы Кастилии).
Изабелла родилась в семье принца Жуана из Ависской династии, правившей Португалией с 1385 года. Принц Жуан был младшим (из выживших) сыном португальского короля Жуана I, его официальный титул был — господин Регенгуш-ди-Монсараша. Матерью Изабеллы была дона Изабелла де Барселуш, дочь 1-го герцога Браганса Альфонса I, который был незаконнорождённым сыном короля Жуана I (таким образом, Изабелла Браганса приходилась племянницей своему мужу, принцу Жуану). Родители Изабеллы принадлежали к боковой ветви правящей династии, они не могли напрямую претендовать на португальский трон из-за обилия принцев крови, по рождению располагавшихся ближе к королю.

## Замужество
22 июля 1447 году Изабелла, которой было 19 лет, вышла замуж за 42-летнего овдовевшего короля Кастилии и Леона Хуана II Кастильского. У короля от предыдущего брака с Марией Арагонской было четверо детей, но выжил только один — Энрике. На момент замужества Изабеллы 22-летний Энрике был уже 7 лет женат на Бланке II Наваррской, но у них не было детей, и в королевстве распространялись упорные слухи, что принц Энрике не способен произвести наследника. В этой ситуации советники (в первую очередь Альваро де Луна — наиболее могущественная в то время фигура в Кастилии) настойчиво рекомендовали Хуану II жениться второй раз, и выбор пал на Изабеллу.

## Конфликт с Альваро де Луной
Альваро де Луна, фаворит при дворе Хуана II, попытался контролировать поведение молодой королевы. Изабелле это явно не понравилось и она постаралась убедить короля удалить фаворита. Изабелла не преуспела в этом до рождения в 1451 году первенца — дочери Изабеллы. Роды были тяжёлыми, Изабелла находилась в послеродовой депрессии, она стала крикливой и истеричной. В этот момент она не разговаривала ни с кем, кроме короля. Похоже, ей удалось уговорить слабохарактерного Хуана избавиться от Альваро де Луны. Эту задачу король возложил на дворянина Альфонсо де Виверо (порт. Alfonso Pérez de Vivero). Альваро де Луна узнал о заговоре и убил Альфонсо де Виверо. Убийство дворянина сыграло роковую роль для Альваро. Король приказал взять его под стражу, Альваро был осуждён и затем казнён. Король сильно переживал смерть фаворита, его здоровье стало сдавать, и вскоре после рождения второго ребёнка — Альфонсо в 1453 году Хуан II умер. Королём стал старший сын Хуана II Энрике.

## Королева-вдова

Герб Изабеллы Португальской, королевы Кастилии

Вступив на трон, Энрике отправил мачеху (которая была на три года моложе Энрике) с двумя детьми в замок Аревало. В изгнании, Изабелла впала в меланхолию, которой была подвержена после родов. Её состояние ухудшалось, дети были при ней по крайней мере до 1461 года. В этот год вторая жена Энрике Жуана Португальская родила дочь Хуану, впрочем над ней всегда висела тень незаконнорождённости: кастильцы считали её отцом придворного вельможу Бельтрана де ла Куэва. Изабелле становилось всё хуже, ей казалось, что её преследует призрак Альваро де Луна, она перестала узнавать людей вокруг себя.

## Последние годы
Детей Изабеллу и Альфонсо забрали от Изабеллы из Аревало. Слухи про незаконнорождённость принцессы Хуаны продолжались, вопрос о престолонаследии стал актуальным. Знать принудила короля Энрике назвать наследником своего младшего брата Альфонсо. Король согласился, предполагая, что Альфонсо женится на его дочери Хуане, но спустя некоторое время передумал. Кортесы, поддерживая Альфонсо и провозгласив его наследником, вступили в борьбу с королём Энрике (битва при Ольмедо, 1467 год). Вся Кастилия разделилась на два враждебных лагеря: северные провинции были за Энрике, южные — за Альфонса. Год спустя в возрасте 14 лет Альфонсо умер (по официальной версии от чумы, но ходили упорные слухи, что он был отравлен), и надежды мятежных дворян сосредоточились на Изабелле. Но она отвергла их планы, оставаясь лояльной к Энрике, и он официально провозгласил Изабеллу наследницей престола.
Изабелла Кастильская не навещала мать до 1496 года, когда до неё дошли известия, что Изабелла тяжело больна. Она уже не узнала приехавшую дочь. Изабелла Португальская скончалась 15 августа 1496 года. Её похоронили в картезианском монастыре Бургоса вместе с мужем и сыном.

## Дети
- Изабелла I Кастильская (1451—1504)
- Альфонсо Кастильский (1453—1468)